# Rue du Plâtre
Rue du Plâtre je ulice v Paříži v historické čtvrti Marais. Nachází se ve 4. obvodu.

## Poloha
Ulice vede od křižovatky s Rue des Archives a končí na křižovatce s Rue du Temple.

## Historie
Názvu ulice vychází ze skutečnosti, že se zde ve 13. století vyráběla omítka (plâtre). V roce 1220 byla ulice lemována stavbami a v roce 1240 se nazývala Rue Jéhan-Saint-Pol. V roce 1280 její název zněl Rue au Plâtre, poté Rue Plâtrière či Rue du Plâtre. V knize Le Dit des rues de Paris se vyskytuje ve formě Rue du Plastre. Později se nazývala Rue du Plâtre-au-Marais, aby byla odlišena od Rue du Plâtre-Saint-Jacques v 5. obvodu. Ve 14. století patřila téměř celá ulice ke kapitule katedrály Notre-Dame. Ministr Pierre-Simon Laplace vydal dne 14. prosince 1799 rozhodnutí, ve kterém stanovil šířku této ulice na 6 metrů. Šířka byla zvětšena na 10 metrů královským dekretem z 12. července 1837.